# 순천고등학교
순천고등학교(順天高等學校)는 대한민국 전라남도 순천시 인제동에 위치한 공립 고등학교이다.

## 학교 연혁
- 1938년 3월 26일 : 순천공립고등보통학교 설립인가
- 1938년 4월 1일 : 순천공립중학교로 개칭
- 1938년 4월 30일 : 금곡리 183 문묘(향교)를 가교사로 개교
- 1950년 9월 1일 : 순천중학교, 순천고등학교 분리
- 1973년 2월 28일 : 제32회 순중 471명 졸업 (졸업생 총수 8,555명)
- 2005년 9월 12일 : 36학급 인가(2008학년도 36학급 편성)
- 2011년 3월 1일 : 자율형 공립고 지정
- 2019년 3월 1일 : 전남형 과학중점학교 재지정
- 2021년 9월 1일 : 제27대 이문재 교장 부임
- 2024년 2월 7일 : 제73회 230명 졸업(순중 8,580명, 순고 32,264명)

## 참고 자료
- 순천고등학교 - 한국교육학술정보원 학교알리미